# Комиссар
Комисса́р (фр. commissaire, от лат. commissārius — «уполномоченный», в свою очередь от лат. com + лат. missio — «с посланием») — должность или звание лица, заведующего припасами, облечённого властью, либо члена комиссии. 
Должностное лицо, облечённое правительством, партией (политический комиссар) либо международной организацией особыми полномочиями, уполномоченный, наделённый единоличной властью. В частности, наместник, представитель центра или человек, временно наделённый специальными полномочиями. Реже — член комиссии, чаще всего исполнительной.

## Государственная должность и звание
- Комиссар полиции
  1. В Италии и франкоязычных странах — оперативный полицейский сотрудник высокого ранга, наделённый особыми полномочиями для поддержания порядка на вверенной ему территории. В США сходными функциями обладает шериф.
  2. Должность главы полицейского департамента в некоторых мегаполисах. Например, в Нью-Йорке, Мумбаи, Дели, Гонконге.
- Комиссар Юкона — представитель правительства Канады на территории Юкон.

### Великобритания
- Верховные комиссары Палестины — высшие должностные лица, уполномоченные представлять Соединенное Королевство в британской подмандатной Палестине в период с 1920 по 1948 гг.
- Комиссар столичной полиции[англ.] — должность главы полиции Лондона.
- Комиссар полиции — выборное должностное лицо, ответственное за общий надзор за полицией и пожарными службами.

### Германия
- Рейхскомиссар.
- Комиссар полиции в ФРГ — оперативный полицейский сотрудник высокого ранга, наделённый особыми полномочиями для поддержания порядка на вверенной ему территории.

### Великое княжество Литовское и Русское и Речь Посполитая
- Член комиссии, назначенной великим князем, радой или сеймом для какого-либо вопроса или для исполнения определенного поручения.
- Комиссар, комиссарчик (пол. komisarz) — управляющий имением.

### Россия и СССР
Особенно много комиссаров было при русском царе, позднее императоре Петре I. Комиссары были при сенате, им поручалось управление казённых заводов и прочего. Земские комиссары избирались дворянами из своей среды, а где дворян не было — обывателями, все они состояли под контролем не только камерира, но и губернатора и своих избирателей, которым они обязаны были представлять ежегодные отчеты.
- Военный комиссар (военком) — в СССР и странах СНГ уполномоченный от вооружённых сил при местных гражданских органах власти, отвечающий за организацию исполнения воинской обязанности, учёт и привлечение человеческих и материально-технических ресурсов на случай мобилизации.

#### Российская империя
Особенно часто это звание использовалось в России при Петре I; комиссары были при сенате Российской империи, комиссарам поручалось управление казёнными заводами и прочее.
- Генерал-пленипотенциар-кригс-комиссар — должность главы комиссариатского ведомства, занимавшегося обеспечением российской армии вещевым и денежным (1711—1713 гг.), а впоследствии и провиантским довольствием (1713—1716 гг.).
- Земский комиссар — с 1719 года глава дистрикта (судебного округа). Должность введена Петром I в ходе реформы местного управления.
- Верховный комиссар губернии — с 1765 по 1780 назначаемое должностное лицо, возглавлявшее комиссарское правление — комиссарство, низовую территориальную единицу, образованную на основе одной или нескольких казачьих сотен. Комиссарства были подчинены провинциям и территориально полностью совпали с одноименными полками, из которых, в свою очередь, состояли губернии. Комиссарства были созданы по указу Сената от 20 мая 1765 года для управления государственными военными (войсковыми) слободами и существовали в приграничных и военных областях Российской Империи — Киевской, Слободско-Украинской, Новороссийской, Белгородской, Иркутской губерниях, Сибирском царстве.
- Полицейский комиссар уезда — с 1772 года должностное лицо, возглавлявшее администрацию уезда в Псковской и Могилёвской губерниях; исполнял полицейские функции; при комиссаре создавалась комиссарская управа.

#### Российская республика
- Комиссары Временного комитета Государственной Думы.
- Губернский комиссар Временного правительства России — с 4 (17) марта по 26 октября (8 ноября) 1917 года, совмещаемая по линии министерства внутренних дел должность в милиции, занимаемая председателями губернских земских управ. Чиновники, стоящие во главе уездной земской управы, соответственно занимали должность уездного комиссара.
- Военный комиссар при главнокомандующем армиями Западного фронта — уполномоченный Временного правительства в действующей армии в 1917 г.

#### СССР
- Народный комиссар — название должности руководителя народного комиссариата (аналог министерства). Соответственно — Совет народных комиссаров РСФСР (сокр. Совнарком РСФСР; СНК РСФСР; до 1918 — Совет народных комиссаров) — правительство советской России в 1917—1946 годы.
- Комиссар в воинском подразделении — в 1918—1942 представитель Коммунистической партии в военных частях (кораблях), соединениях вооружённых сил, наделённый командными полномочиями.
- Комиссар государственной безопасности — специальное звание высшего командного состава ГПУ, ГУГБ НКВД и НКГБ СССР в 1930—1940-е годы; имело в разные годы от трёх до пяти рангов, соответствующих армейским званиям от комдива (генерал-майора) до маршала.
- Комиссар милиции — специальное звание высшего командного состава милиции НКВД и МВД СССР в период с 1943 года по 1973 год. Имело три ранга.
- Бакинские комиссары.

### Украина
- Уездные комиссары во время существования Западно-Украинской народной республики были руководителями уездов (укр. повіт).
- В УССР существовали все советские должности и звания комиссаров.

### Франция
- Комиссары исполнительной власти.
- Комиссары-представители.
- Комиссары Ш. О. Кулон, Ж. Л. Лагранж и П.-С. Лаплас измеряли в 1795 году длину Парижского меридиана с целью определения величины метра.
- Комиссар полиции во Франции — оперативный полицейский сотрудник высокого ранга, наделённый особыми полномочиями для поддержания порядка на вверенной ему территории.

### Польская Народная Республика
- Военные комиссары (пол. Komisarze wojskowi) — уполномоченные Военного совета национального спасения в период военного положения 1981—1983 годов. Направлялись с чрезвычайными полномочиями в регионы, на крупные промышленные предприятия, в государственные учреждения.

## Международные организации
- Верховный комиссар по делам национальных меньшинств — должностное лицо ОБСЕ, выполняющее задачи по предотвращению перерастания межэтнической напряжённости в конфликт.
- Высокий комиссар — посол одной страны — члена Содружества наций в другой стране Содружества.
- Европейский комиссар (Еврокомиссар, комиссар ЕС)— один из двадцати семи членов Европейской комиссии. По терминологии национальных правительств стран членов Евросоюза должность европейского комиссар является аналогом должности министра. Например, Европейский комиссар по вопросам конкуренции — глава генерального директората по вопросам конкуренции отвечающий за приведение в исполнение правил конкуренции для эффективного функционирования внутреннего рынка.
- Комиссар Совета Европы по правам человека — независимое должностное лицо Совета Европы которое следит за соблюдением и защитой прав человека на территории Евросоюза.

### ООН
- Верховный комиссар ООН по делам беженцев — глава агентства, оказывающего помощь беженцам.
- Верховный комиссар ООН по правам человека — глава агентства, которое следит за соблюдением и защитой прав человека, гарантируемых Всеобщей декларацией прав человека.

## Общественные организации
- Спортивный комиссар — уполномоченный спортивной федерации, осуществляющий надзор за соблюдением правил на соревнованиях; в США руководитель профессиональной спортивной лиги.

### Общественные организации России и СССР
- Комиссар — заместитель командира (руководителя) стройотряда Всесоюзных студенческих строительных отрядов (ВССО), при ВЛКСМ, существовавших в СССР с 1924 по 1991 год.
- Комиссар — активист молодёжного движения «Наши», прошедший определённое посвящение.
- Комиссар — заместитель командира (руководителя) отряда, молодёжной организации «Российские студенческие отряды».
- В некоторых случаях употребляется как синоним понятия «активный деятель коммунистической организации».

## Коммерческие организации
- Аварийный комиссар — уполномоченный представитель страховой компании, выясняющий обстоятельства страхового случая с выездом на место.

## Образ в культуре
- «Комиссар» — советский художественный фильм Александра Аскольдова (1967 год).
- «Комиссар Алекс»
- Комиссар Мегрэ
- Комиссар Миклован
- «Комиссар Рекс»
- «Баллада о комиссаре»
- «Последнее дело комиссара Берлаха»
- «Сентиментальный марш» (1957) — песня Булата Окуджавы.